# 2025年世界运动会体育舞蹈比赛
2025年世界运动会体育舞蹈比赛是2025年世界运动会的一个项目，于2025年8月8日-17日在中国成都市金牛区的城北体育馆举行。本届世界运动会共设置标准舞、拉丁舞和霹雳舞3个分项，共产生4枚金牌。霹雳舞分男子个人和女子个人两个小项，拉丁舞和标准舞各设置混合双人1个小项。
标准舞和拉丁舞氛围预赛、半决赛和决赛，各24名选手参赛。标准舞运动员需要展示华尔兹、探戈、维也纳华尔兹、狐步舞和快步5支舞，拉丁舞运动员需要展示桑巴、恰恰恰、伦巴、斗牛和牛仔5支舞。霹雳舞分为循环赛和淘汰赛两个阶段，采用一对一赛制。

## 奖牌榜
*   主办国家/地区（中国）
| 排名                     | 国家 / 地区              | 金牌 | 銀牌 | 銅牌 | 总计 |
| ------------------------ | ------------------------ | ---- | ---- | ---- | ---- |
| 1                        | 中国*                    | 2    | 1    | 0    | 3    |
| 2                        | 德国                     | 1    | 0    | 0    | 1    |
| 2                        | 摩尔多瓦                 | 1    | 0    | 0    | 1    |
| 4                        | 日本                     | 0    | 1    | 1    | 2    |
| 5                        | 法国                     | 0    | 1    | 0    | 1    |
| 5                        | 罗马尼亚                 | 0    | 1    | 0    | 1    |
| 7                        | 西班牙                   | 0    | 0    | 1    | 1    |
| 7                        | 立陶宛                   | 0    | 0    | 1    | 1    |
| 7                        | 波兰                     | 0    | 0    | 1    | 1    |
| 总计（共9个国家 / 地区） | 总计（共9个国家 / 地区） | 4    | 4    | 4    | 12   |

## 奖牌得主
| 项目           | 金牌                                                   | 银牌                                            | 铜牌                                            |
| 混合双人拉丁舞 | 德国（GER） · Khrystyna Moshenska · Marius Balan       | 法国（FRA） · Elena Salikhova · Charles Schmitt | 西班牙（ESP） · Diandra Illes · Guillem Pascual |
| 混合双人标准舞 | 摩尔多瓦（MDA） · Alexey Glukhov · Anastasia Glazunova | 罗马尼亚（ROU） · Rareș Cojoc · Andreea Matei   | 波兰（POL） · Dariusz Myćka · Madara Freiberga  |
| 男子个人霹雳舞 | 亓祥宇（Lithe-Ing） · 中国（CHN）                      | 菱川一心（Issin） · 日本（JPN）                 | 半井重幸（Shigekix） · 日本（JPN）              |
| 女子个人霹雳舞 | 郭朴（Royal） · 中国（CHN）                            | 劉清漪（671） · 中国（CHN）                     | 多米妮卡·巴内维奇（Nicka） · 立陶宛（LTU）      |

## 参赛代表团
- （1）
- 比利时（1）
- 巴西（3）
- 智利（1）
- 中国（20）
- 中华台北（1）
- 捷克（4）
- 丹麦（2）
- 爱沙尼亚（4）
- 法国（3）
- 德国（8）
- 中国香港（4）
- 匈牙利（2）
- 个人中立运动员（2）
- 以色列（8）
- 意大利（12）
- 日本（6）
- 拉脱维亚（6）
- 立陶宛（3）
- 荷兰（1）
- 波兰（7）
- 葡萄牙（1）
- 韩国（2）
- 摩尔多瓦（2）
- 罗马尼亚（8）
- 斯洛文尼亚（2）
- 西班牙（3）
- 乌克兰（7）
- 美国（4）